# Tim Hortons Field
Het Tim Hortons Field is een multifunctioneel stadion in Hamilton, een stad in Canada. 
De naam van het stadion komt van Tim Hortons, een Canadees fastfoodketen, internationaal bekend onder de naam Tim Hortons Cafe and Bake Shop. In het stadion is plaats voor 24.000 toeschouwers.
Op de plek waar het Ivor Wynnestadion stond moest een nieuw stadion komen. Dat stadion werd gesloten in 2012, zodat er ruimte kon worden gemaakt voor het nieuwe stadion. De bouw van het nieuwe stadion begon in 2013 en werd afgerond in februari 2015. Bij de bouw van het stadion was het bedrijf B+H Architects betrokken. De openingswedstrijd vond plaat op 1 september 2014. De wedstrijd ging tussen Hamilton Tiger-Cats en Toronto Argonauts. 
De club Hamilton Tiger-Cats en Hamilton Hurricanes maken gebruik van het stadion. Beide zijn Canadian footballclubs. Ook de voetbalclub Forge FC gebruikt dit als thuisbasis. Het werd ook gebruikt op de Pan-Amerikaanse Spelen van 2015. Het is ook gebruikt voor de Vanier Cup.

## Afbeeldingen

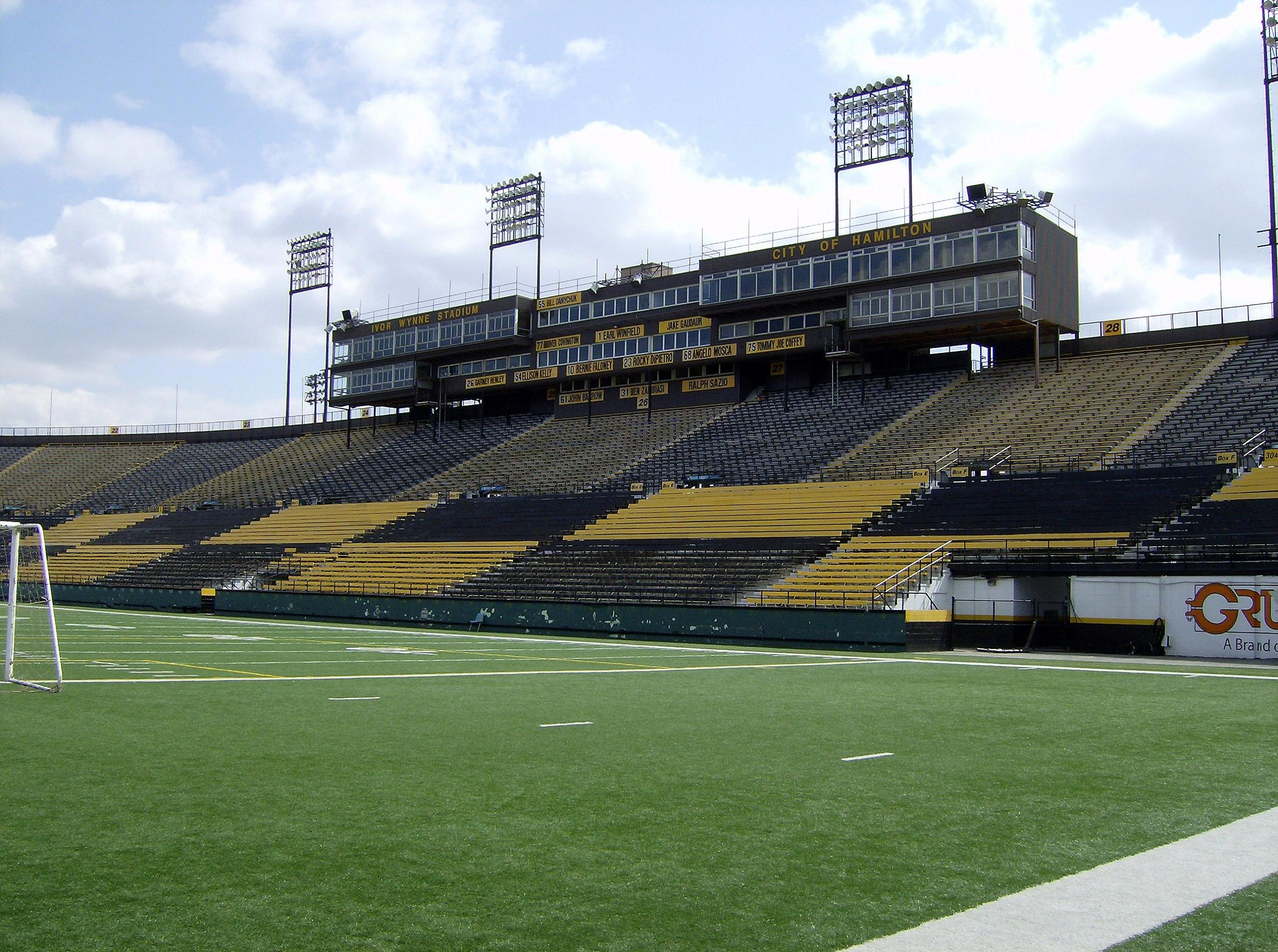
Het oude Ivor Wynnestadion, dat is afgeroken om plaats te maken voor het Tim Hortons Field.
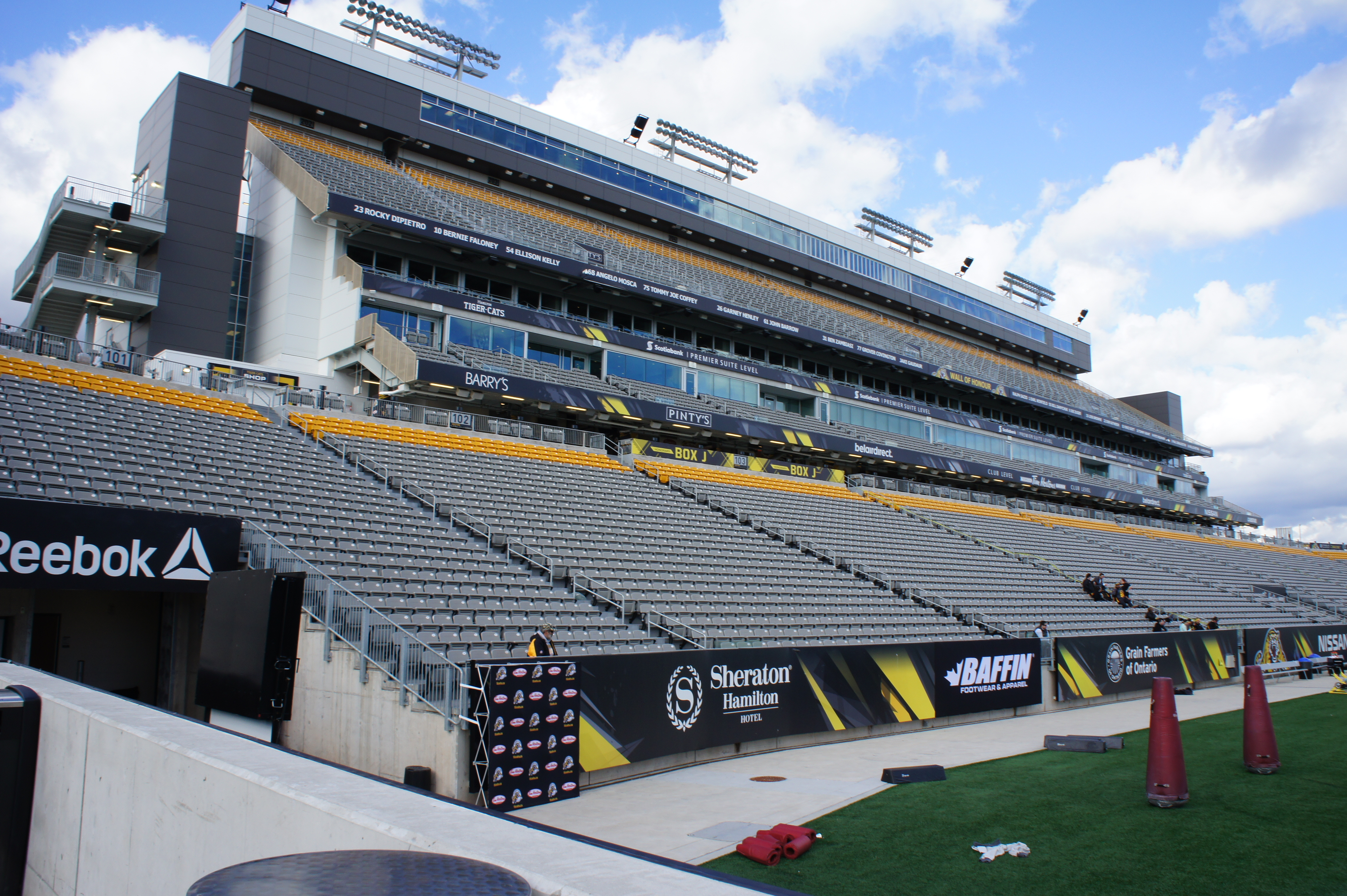
De hoofdtribune, foto gemaakt in 2015.
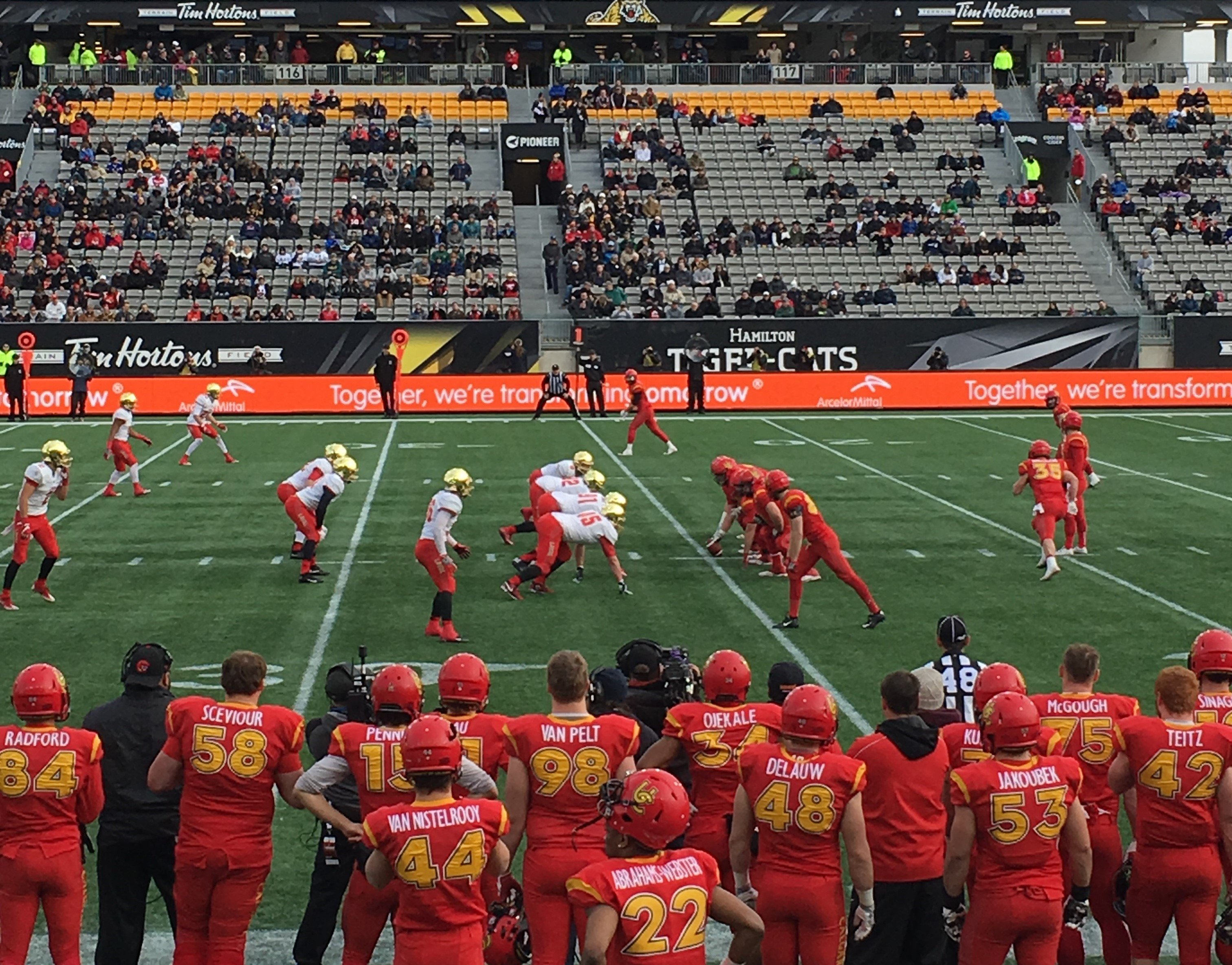
Het stadion tijdens de 52e Vanier Cup, wedstrijd tussen The Calgary Dinos tegen the Laval Rouge et Or (2016).
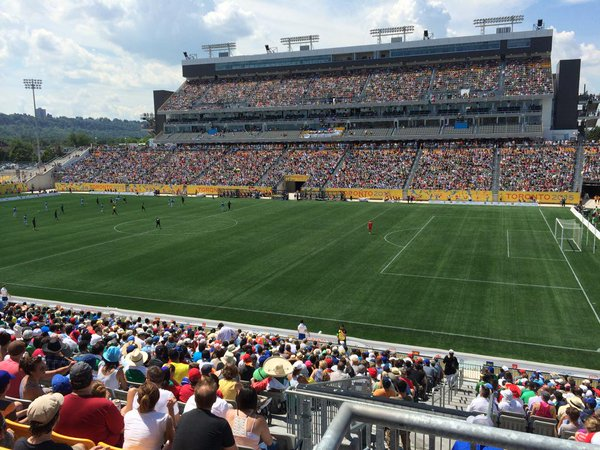
Het stadion tijdens de Pan-Amerikaanse Spelen 2015.